# Ísak Bergmann Jóhannesson
Ísak Bergmann Jóhannesson, född 23 mars 2003 i Sutton Coldfield, är en isländsk fotbollsspelare som spelar för tyska Fortuna Düsseldorf på lån från FC Köpenhamn.
Ísak Bergmann Jóhannesson är son till den tidigare isländska landslagsspelaren, Joey Guðjónsson och sonson till fotbollstränaren, Guðjón Þórðarson.

## Karriär
Den 31 augusti 2021 värvades Ísak av danska FC Köpenhamn, där han skrev på ett femårskontrakt.
Den 9 augusti 2023 blev Ísak utlånad till tyska Fortuna Düsseldorf på ett kontrakt som sträcker sig över hela säsongen.

## Karriärstatistik
| Klubb                                                | Säsong            | Inhemsk liga      | Inhemsk liga | Inhemsk liga | Nat. täv. | Nat. täv. | Internat. täv. | Internat. täv. | Totalt | Totalt |
| Klubb                                                | Säsong            | Serie             | SM           | Mål          | SM        | Mål       | SM             | Mål            | SM     | Mål    |
| ---------------------------------------------------- | ----------------- | ----------------- | ------------ | ------------ | --------- | --------- | -------------- | -------------- | ------ | ------ |
| ÍA                                                   | 2018              | 1. deild karla    | 1            | 0            | 0         | 0         | 0              | 0              | 1      | 0      |
| ÍA                                                   | Totalt i klubblag | Totalt i klubblag | 1            | 0            | 0         | 0         | 0              | 0              | 1      | 0      |
| IFK Norrköping                                       | 2019              | Allsvenskan       | 1            | 0            | 1         | 1         | 0              | 0              | 2      | 1      |
| IFK Norrköping                                       | 2020              | Allsvenskan       | 28           | 3            | 2         | 0         | 0              | 0              | 30     | 3      |
| IFK Norrköping                                       | 2021              | Allsvenskan       | 15           | 2            | 4         | 1         | 0              | 0              | 19     | 3      |
| IFK Norrköping                                       | Totalt i klubblag | Totalt i klubblag | 44           | 5            | 7         | 2         | 0              | 0              | 51     | 7      |
| FC Köpenhamn                                         | 2021-22           | Superligaen       | 16           | 4            | 1         | 0         | 8              | 2              | 25     | 6      |
| FC Köpenhamn                                         | 2022-23           | Superligaen       | 22           | 1            | 5         | 0         | 6              | 0              | 33     | 1      |
| FC Köpenhamn                                         | 2023-24           | Superligaen       | 2            | 0            | 0         | 0         | 1              | 0              | 3      | 0      |
| FC Köpenhamn                                         | Totalt i klubblag | Totalt i klubblag | 40           | 5            | 6         | 0         | 15             | 2              | 61     | 7      |
| Fortuna Düsseldorf (lån)                             | 2023-24           | 2. Bundesliga     | 31           | 4            | 5         | 3         | 0              | 0              | 36     | 7      |
| Fortuna Düsseldorf (lån)                             | Totalt i klubblag | Totalt i klubblag | 31           | 4            | 5         | 3         | 0              | 0              | 36     | 7      |
| Antal matcher och mål är korrekt per den 7 juni 2024 |                   |                   |              |              |           |           |                |                |        |        |